# نشأت بن زكي شحادة
المهندس المعماري نشأت بن زكي شحادة (1908م-1966 م) من أعلام مدينة جسر الشغور

## النشأة والتعليم
- ولد المهندس نشأت بن زكي شحادة في جسر الشغور عام 1908 م لأب ميسور كان يعمل في التجارة.
فدرس المرحلة الابتدائية فيها ثم انتقل إلى حلب التي أتمّ فيها دراسته الإعدادية.
وفي دمشق أنهى عام 1933م دراسته الثانوية ومنها توجه إلى باريس التي كانت قبلة الدارسين في تلك الأيام فأتم فيها دراسة الهندسة المعمارية.
أتقن اللغة الفرنسية والإنكليزية والدنماركية إضافة للغة العربية.

### الحياة العملية
- في نهاية الثلاثينيات من القرن العشرين عاد إلى حلب فشغل منصب رئيس الدائرة الفنية في بلدية حلب.
وكان له وجود متميز من خلال أعماله ومخططاته التي وضعها للعديد من المدن السورية مثل: حلب واللاذقية ودير الزور والقامشلي.
من أبرز إنجازاته في عام 1937 أنه أعد مع المهندس الفرنسي ايكوشار مخططاً لمدينة حلب بقي ساري المفعول لغاية عام 1948.
وضع العديد من المخططات للمدن السورية مثل: حلب واللاذقية ودير الزور والقامشلي
ومن الأعمال المميزة التي خلدت اسمه في دائرة بلدية حلب:
مشروع عقدة الكرة الأرضية في المدينة 1951.
مشروع بناء المدينة الجامعية بموقعها الحالي المتميز، فكّر منذ البداية بمخطط لجامعة حلب يستوعب آفاق التوسع المرتقب، عرفنا أبعاده وأهميته الآن.
مشروع محطة السيارات في مدينة حلب 1949
الاشتراك في ترميم قاعة العرش في قلعة حلب.
وغيرها من المخططات الإدارية التنظيمية والتصاميم للأبنية والفلل الخاصة والمعامل.
وله عدة دراسات هندسية منها ما نشر في مجلة «مركز أثينا لعلم العمران 1961» حول (البنية التنظيمية لمدينة حلب) نشرت على موقعهم على الرابط التالي:
https://www.jstor.org/stable/43613552?seq=1#page_scan_tab_contents

#### حياته الاجتماعية
كان محباً للعلم، مشجعاً ومباركاً لطلبته، يُنفق من ماله الخاص على من لا تسمح ظروفه المادية بإكمال دراسته ومتابعة تحصيله العلمي.
كان محباً للأسفار والتنقل بين البلدان، سواء بدافع العمل أو السياحة،
كان ذكياً، مرحاً، لينَ الجانب، سهلَ الخليقة، متواضعاً، يعرفُ ذلك كلُّ من عاصره من الأصدقاء أو الطلاب أو الموظفين.
كان عضوا متميزا في جمعية العاديات بحلب ويذكر فيها من خلال علاقاته الطيبة مع أعضائها ومن أبرزهم خير الدين الأسدي.
كان له اتصالات وعلاقات طيبة مع العديد من المعمارين حول العالم آنذاك ومنهم المعماري الدنماركي Steen Eiler Rasmussen والذي عرض عليه أن ينضم للفريق المشارك في إعداد مخطط تنظيمي لمدينة استكهولم ولكنه اعتذر لكونه يعمل آنذاك في الكويت.
ويعد من الذين تركوا بصمتهم في جامعة حلب حيث قام بتصميم ماكيت الجامعة المعروف حاليا بهذا الاتساع الكبير في المساحة، وكان يدرّس في قسم العمارة ويرافق الطلاب مع زوجته الدانمركية في الرحلات الأثرية والعلمية ويسبغ على الرحلة من روحه المرحة الشيء الكثير.

#### وفاته
وقد عمل آخر حياته في الكويت مهندساً في بلديتها، حيث قام برسم مخططات لتنظيمها، وتطويرها، وبقي هناك إلى أن وافاه الأجل وهو يقود سيارته في الكويت في الثاني من تشرين الأول عام 1966م، حيث نُقل جثمانه من هناك إلى مسقط رأسه جسر الشغور ودفن فيها..
قامت بلدية حلب في التسعينات من القرن العشرين- بعد وفاته بأكثر من ثلاثين سنة – بتسمية شارع في حي المهندسين باسمه.